# Leo Helge
Leo Helge (Koppenhága, 1910. november 17. – ?, 1987) dán nemzetközi labdarúgó-játékvezető.

## Pályafutása

### Nemzeti játékvezetés
Az I. Liga játékvezetőjeként 1960-ban vonult vissza.

### Nemzetközi játékvezetés
A Dán labdarúgó-szövetség Játékvezető Bizottsága (JB) terjesztette fel nemzetközi játékvezetőnek, a Nemzetközi Labdarúgó-szövetség (FIFA) 1952-től tartotta nyilván bírói keretében. Több nemzetek közötti válogatott és klubmérkőzést vezetett, vagy működő társának partbíróként segített. A dán nemzetközi játékvezetők rangsorában, a világbajnokság-Európa-bajnokság sorrendjében a 9. helyet foglalja el 4 találkozó szolgálatával. Az aktív nemzetközi játékvezetéstől 1960-ban a FIFA JB 50 éves korhatárát elérve búcsúzott. Válogatott mérkőzéseinek száma: 11.

#### Labdarúgó-világbajnokság
A világbajnoki döntőhöz vezető úton Svájcba az V., az 1954-es labdarúgó-világbajnokságra és Svédországba a VI., az 1958-as labdarúgó-világbajnokságra a FIFA JB játékvezetőként alkalmazta. 1958-ban a FIFA JB kizárólag partbírói feladatok ellátásával bízta meg. Egy alkalommal első számú partbírói besorolást kapott, ami akkor azt jelentette, hogy játékvezetői sérülés esetén továbbvezeti a találkozót. Partbírói mérkőzéseinek száma világbajnokságon:  4

##### 1954-es labdarúgó-világbajnokság

###### Selejtező mérkőzés
| Időpont         | Helyszín                   | Mérkőzés típusa           | Mérkőzés           | Eredmény | Nézők száma |
| --------------- | -------------------------- | ------------------------- | ------------------ | -------- | ----------- |
| 1953. május 25. | Olimpiai Stadion, Helsinki | előselejtező (2. csoport) | Finnország–Belgium | 2 : 4    | 2 377       |

##### 1958-as labdarúgó-világbajnokság

###### Selejtező mérkőzés
| Időpont           | Helyszín               | Mérkőzés típusa           | Mérkőzés              | Eredmény | Nézők száma |
| ----------------- | ---------------------- | ------------------------- | --------------------- | -------- | ----------- |
| 1957. június 12.  | Ullevaal Stadion, Oslo | előselejtező (3. csoport) | Norvégia–Magyarország | 2 : 1    | 38 000      |
| 1957. október 27. | GSP Stadion, Nicosia   | előselejtező (2. csoport) | Belgium–Franciaország | 0 : 0    | 56 497      |

###### Világbajnoki, partbírói mérkőzés
| Időpont          | Helyszín                      | Mérkőzés típusa              | Mérkőzés                          | Játékvezető     | Eredmény | Nézők száma |
| ---------------- | ----------------------------- | ---------------------------- | --------------------------------- | --------------- | -------- | ----------- |
| 1958. június 8.  | Városi Stadion, Malmö         | csoportmérkőzés (1. csoport) | NSZK–Argentína                    | Reginald Leafe  | 3 : 1    | 32 000      |
| 1958. június 11. | Örjans Vall Stadion, Halmstad | csoportmérkőzés (1. csoport) | Argentína–Észak-Írország          | Sten Ahlner     | 3 : 1    | 14 000      |
| 1958. június 15. | Városi Stadion, Malmö         | csoportmérkőzés (1. csoport) | Nyugat-Németország–Észak-Írország | Joaquim Campos  | 2 : 2    | 35 000      |
| 1958. június 19. | Városi Stadion, Malmö         | egyik negyeddöntő            | NSZK–Jugoszlávia                  | Raymon Wyssling | 1 : 0    | 20 000      |

#### Labdarúgó-Európa-bajnokság
Az európai-labdarúgó torna döntőjéhez vezető úton Franciaországba az I., az 1960-as labdarúgó-Európa-bajnokságra az UEFA JB játékvezetőként foglalkoztatta.

##### 1960-as labdarúgó-Európa-bajnokság

###### Európa-bajnoki mérkőzés
| Időpont           | Helyszín             | Mérkőzés típusa   | Mérkőzés               | Eredmény | Nézők száma |
| ----------------- | -------------------- | ----------------- | ---------------------- | -------- | ----------- |
| 1960. március 27. | Práter Stadion, Bécs | egyik negyeddöntő | Ausztria–Franciaország | 2 : 4    | 39 229      |

#### Olimpiai játékok
Az 1960. évi nyári olimpiai játékok labdarúgó tornájának mérkőzésein a FIFA JB bíróként alkalmazta.

##### 1960. évi nyári olimpiai játékok
| Időpont             | Helyszín                  | Mérkőzés típusa              | Mérkőzés                           | Eredmény | Nézők száma |
| ------------------- | ------------------------- | ---------------------------- | ---------------------------------- | -------- | ----------- |
| 1960. augusztus 26. | San Paolo Stadion, Nápoly | csoportmérkőzés (B. csoport) | Olaszország–Kína                   | 4 : 1    | 36 092      |
| 1960. augusztus 29. | Városi Stadion, L’Aquila  | csoportmérkőzés (A. csoport) | Bulgária–Egyesült Arab Köztársaság | 2 : 0    | 1 634       |

#### Skandináv Bajnokság
Nordic Championships/Északi Kupa labdarúgó tornát Dánia kezdeményezésére az első világháború után, 1919-től a válogatott rendszeres játékhoz jutásának elősegítésére rendezték a Norvégia, Dánia, Svédország részvételével. 1929-től a Finnország is csatlakozott a résztvevőkhöz. 1983-ban befejeződött a sportverseny.
| Időpont              | Helyszín                     | Mérkőzés típusa | Mérkőzés            | Eredmény | Nézők száma |
| -------------------- | ---------------------------- | --------------- | ------------------- | -------- | ----------- |
| 1952. október 5.     | Ullevaal Stadion, Oslo       | csoportmérkőzés | Norvégia–Svédország | 1 : 2    | 36 458      |
| 1955. szeptember 25. | Központi Stadion, Skytteholm | csoportmérkőzés | Svédország–Norvégia | 1 : 1    | 27 375      |

#### A magyar labdarúgó-válogatott mérkőzései (1902–1929)
| Időpont        | Helyszín               | Mérkőzés típusa          | Mérkőzés              | Eredmény | Nézők száma |
| -------------- | ---------------------- | ------------------------ | --------------------- | -------- | ----------- |
| 1955. május 8. | Ullevaal Stadion, Oslo | 314. válogatott mérkőzés | Norvégia–Magyarország | 0 : 5    | 27 548      |

## Szakmai sikerek
1974-ben a nemzetközi játékvezetés hírnevének erősítése, hazájában 10 éve a legmagasabb Ligában (osztályban) folyamatosan tevékenykedő, eredményes pályafutása elismeréseként, a FIFA JB felterjesztésére az 1965-ben alapított International Referee Special Award címmel és oklevéllel tüntette ki.